# Черето (Фрозиноне)
Черето је насеље у Италији у округу Фрозиноне, региону Лацио.
Према процени из 2011. у насељу је живело 37 становника. Насеље се налази на надморској висини од 191 м.